# Marca Media

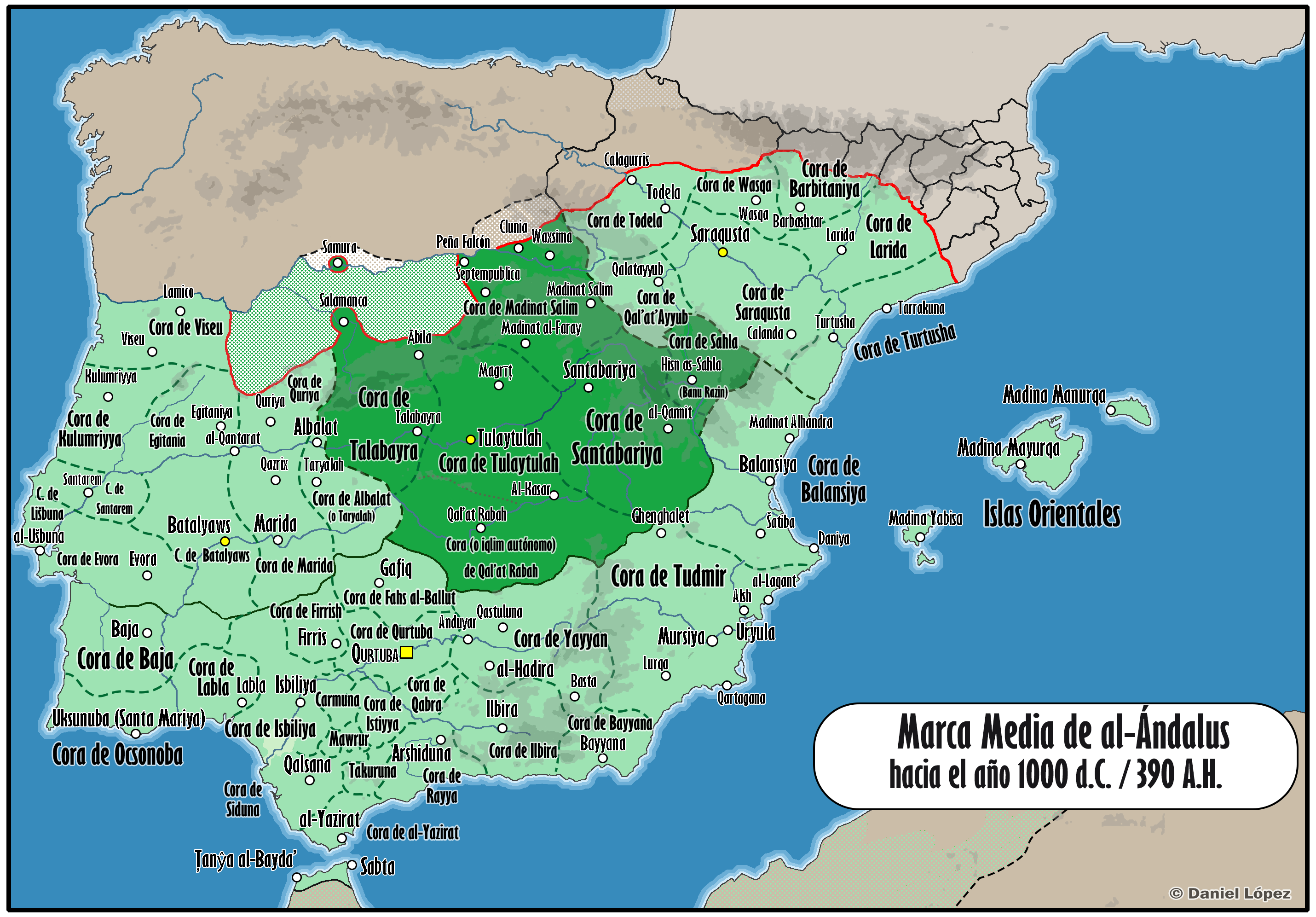
Mapa de la Marca Media dentro del Califato de Córdoba

La Marca Media (en árabe: الثغر الأوسط‎, aṯ-Ṯaġr al-Awsaṭ, 'frontera' o 'marca media'), era una de las demarcaciones territoriales en que estaba dividido al-Ándalus, la antigua península ibérica islámica, durante el emirato y el califato de Córdoba. Comenzaba en los nacimientos de los ríos Duero y Tajo y terminaba en el río Guadiana.
Coexistía con otra demarcación territorial, denominada cora (o kora), que se subordinaba a la Marca (thagr), en las zonas fronterizas con los reinos cristianos. Ambas constituían la organización territorial de al-Ándalus.
Además de la Marca Media, había en al-Ándalus otras dos demarcaciones fronterizas: la Marca Superior y la Marca Inferior.

## Coras de la Marca Media
Las Coras que componían la Marca Media fueron las siguientes:

### Cora de al-Belat
Se situaba en el norte de las actuales provincias de Cáceres y Toledo, con capital en Medina Albalat, fortaleza amurallada junto al río Tajo, cerca del puente de Almaraz. Se trataba de una demarcación económicamente poco activa y poco poblada. Su existencia está datada en los siglos X y XI, y estaba integrada en la Marca media, con lo que militarmente dependía de Toledo. Con la desaparición del Califato, se integró en el reino taifa de Toledo.

### Cora de Toledo
Además de capital de la Marca Media, la ciudad de Toledo era cabeza de una cora de igual nombre que, según algunos autores, se extendía por el sur hasta la cora de Yayyán. Incluía diversos iqlim, entre los que destacaba el de Fahs al-Luyy, cuya capital era Qasr 'Atiyya (Alcázar de San Juan). Además de con las otras coras de la marca, lindaba también, en su extremo oriental, con la de Tudmir.

### Cora de Santaveria
La cora de Santaveria ocupaba un territorio algo superior al que hoy en día integra las provincias de Cuenca, parte de la provincia de Guadalajara y Teruel. Su límite noreste llegaba al nacimiento del río Tajo, el valle del río Turia, hasta Tirwāl (Teruel) y, continuando por la depresión del río Jiloca, llegaba a Qalamusa (Calamocha, Teruel). Hacia el oeste, llegaba a Mulin (Molina de Aragón, Guadalajara), haciendo frontera en el río Tajo hasta un determinado punto entre el castillo de Welid y el monte toledano de Awkaniya (Ocaña, Toledo), en el sur. Desde ahí se extendía hasta Uclés y, por el río Cabriel, hasta el Turia, cerrando su demarcación. Parece heredera de una antigua división visigoda, la llamada Hitación de Wamba con los tres obispados situados en Cuenca, Valeria, Segóbriga y Ercávica más otras zonas incorporadas ya en época musulmana.
Se trataba de una cora poco poblada y económicamente débil. La capitalidad de esta cora variará, inicialmente situada en Shantaverya (Ercávica), después en Uklīs (Uclés), más tarde en Walma (Huélamo) y al-Qannit (Cañete), que era la capital en época califal y, finalmente, en Qunka (Cuenca), fundada por al-Mansur en el 999. Con la desaparición del Califato, pasó a integrarse en la Taifa de Toledo.